# Flirey
Flirey település Franciaországban, Meurthe-et-Moselle megyében. Lakosainak száma 163 fő (2022. január 1.). Flirey Bernécourt, Essey-et-Maizerais, Euvezin, Limey-Remenauville, Noviant-aux-Prés, Saint-Baussant és Seicheprey községekkel határos.

## Népesség
A település népességének változása:
| Lakosok száma | 149  | 154  | 144  | 206  | 161  | 150  | 151  | 156  | 160  | 163  |
|               | 1968 | 1982 | 1990 | 2006 | 2013 | 2015 | 2017 | 2019 | 2020 | 2022 |